# 이재선 (프로게이머)
이재선 (1995년 9월 11일~ )은 대한민국의 스타크래프트 II 프로게이머이다. 아이디는 Bunny, 스타1 시절에는 By.Bunny이었고 종족은 테란이며 팀 블레이서 소속이다. 2013년 상반기 드래프트에서 CJ 엔투스의 2차 지명으로 입단하였다. 2016년 10월 CJ 엔투스의 스타크래프트 II 종목 팀 해체로 무소속 신분이 되었다. 2018년 1월 1일 새롭게 창단한 타이탄EX1 프로게임단에 합류했다. 2018년 10월 14일 타이탄EX1과의 계약이 종료되었다. 2018년 11월 1일 팀 블레이서에 입단했다.

## 주요 경력
- 2011년 제5회 스타크래프트 루키리그 준프로 선발전 입상
- 2013년 2013 WCS Korea Season 1 챌린저리그 32강
- 2013년 2013 WCS 코리아 시즌 2 챌린저리그 48강
- 2013년 2013 WCS 코리아 시즌 3 챌린저리그 48강
- 2014년 2014 WCS 코리아 시즌 3 핫식스 글로벌 스타크래프트 II 리그 코드 A 48강
- 2015년 2016 핫식스 글로벌 스타크래프트 II 리그 프리시즌 1주차 16강
- 2015년 2016 핫식스 글로벌 스타크래프트 II 리그 프리시즌 2주차 4강
- 2016년 2016 핫식스 글로벌 스타크래프트 II 리그 시즌 1 코드 S 16강
- 2016년 2016 핫식스 글로벌 스타크래프트 II 리그 시즌 2 코드 A 48강
- 2017년 2017 핫식스 글로벌 스타크래프트 II 리그 시즌 1 코드 S 16강
- 2017년 2017 VSL Season 1 16강
- 2017년 GSL Super Tournament 시즌 1 16강
- 2017년 2017 핫식스 글로벌 스타크래프트 II 리그 시즌 2 코드 S 32강
- 2017년 IEM Season XII - Shanghai 16강
- 2017년 2017 핫식스 글로벌 스타크래프트 II 리그 시즌 3 코드 S 16강
- 2017년 GSL Super Tournament 시즌 2 16강
- 2018년 2018 글로벌 스타크래프트 II 리그 시즌 1 코드 S 32강
- 2018년 2018 글로벌 스타크래프트 II 리그 시즌 2 코드 S 32강
- 2018년 2018 글로벌 스타크래프트 II 리그 시즌 3 코드 S 32강
- 2018년 2018 GSL Super Tournament 시즌2 8강
- 2019년 IEM Season XIII - Katowice 24강
- 2019년 2019 마운틴듀 글로벌 스타크래프트 II 리그 시즌 1 코드 S 8강